# 키움 히어로즈의 선수 목록
다음은 KBO 리그 키움 히어로즈의 연도별 선수 명단이다.
각 포지션별로 해당 시즌 가장 많은 경기를 소화한 주전 선수들을 표시했다. 선수 전체 명단은 각각의 세부 문서를 참조하면 된다.

## 2008년 - 2009년: 히어로즈 / 우리 히어로즈
| 연도   | 투수   | 포수   | 1루수  | 2루수  | 3루수  | 유격수 | 우익수 | 중견수 | 좌익수 | 지명타자 |
| 2008년 | 장원삼 | 강귀태 | 이숭용 | 김일경 | 정성훈 | 강정호 | 송지만 | 이택근 | 전준호 | 브룸바   |
| 2009년 | 장원삼 | 강귀태 | 이숭용 | 김일경 | 황재균 | 강정호 | 송지만 | 이택근 | 클락   | 브룸바   |

## 2010년 - 2020년: 넥센 히어로즈
| 연도   | 투수     | 포수   | 1루수  | 2루수  | 3루수  | 유격수 | 우익수 | 중견수 | 좌익수   | 지명타자 |
| 2010년 | 번사이드 | 강귀태 | 이숭용 | 김일경 | 김민우 | 강정호 | 유한준 | 장민석 | 클락     | 강병식   |
| 2011년 | 나이트   | 허도환 | 박병호 | 김민성 | 김민우 | 강정호 | 유한준 | 장민석 | 알드리지 | 강병식   |
| 2012년 | 나이트   | 허도환 | 박병호 | 서건창 | 김민성 | 강정호 | 유한준 | 이택근 | 장민석   | 이성열   |
| 2013년 | 나이트   | 허도환 | 박병호 | 서건창 | 김민성 | 강정호 | 유한준 | 이택근 | 장민석   | 이성열   |
| 2014년 | 밴헤켄   | 박동원 | 박병호 | 서건창 | 김민성 | 강정호 | 유한준 | 이택근 | 로티노   | 이성열   |
| 2015년 | 밴헤켄   | 박동원 | 박병호 | 서건창 | 김민성 | 김하성 | 유한준 | 이택근 | 고종욱   | 스나이더 |
| 2016년 | 신재영   | 박동원 | 채태인 | 서건창 | 김민성 | 김하성 | 대니돈 | 박정음 | 고종욱   | 윤석민   |
| 2017년 | 밴헤켄   | 박동원 | 장영석 | 서건창 | 김민성 | 김하성 | 초이스 | 이정후 | 고종욱   | 채태인   |
| 2018년 | 브리검   | 김재현 | 박병호 | 김혜성 | 김민성 | 김하성 | 이정후 | 임병욱 | 고종욱   | 이택근   |
| 2019년 | 브리검   | 박동원 | 박병호 | 김혜성 | 장영석 | 김하성 | 샌즈   | 임병욱 | 이정후   | 서건창   |
| 2020년 | 요키시   | 박동원 | 박병호 | 김혜성 | 전병우 | 김하성 | 이정후 | 박준태 | 허정협   | 서건창   |

## 2021년 -
| 연도   | 투수   | 포수   | 1루수  | 2루수  | 3루수  | 유격수 | 우익수 | 중견수 | 좌익수 | 지명타자 |
| 2021년 | 요키시 | 박동원 | 박병호 | 송성문 | 전병우 | 김혜성 | 송우현 | 이정후 | 이용규 | 크레익   |
| 2022년 | 안우진 | 이지영 | 김태진 | 김혜성 | 송성문 | 김휘집 | 푸이그 | 이정후 | 김준완 | 이용규   |
| 2023년 | 안우진 | 이지영 | 이원석 | 김혜성 | 송성문 | 김휘집 | 이주형 | 이정후 | 도슨   | 박찬혁   |
| 2024년 | 후라도 | 김재현 | 최주환 | 김혜성 | 송성문 | 김태진 | 이주형 | 박수종 | 도슨   | 김건희   |

## 같이 보기
- 키움 히어로즈의 역대 외국인 선수 목록